# Skořicovník

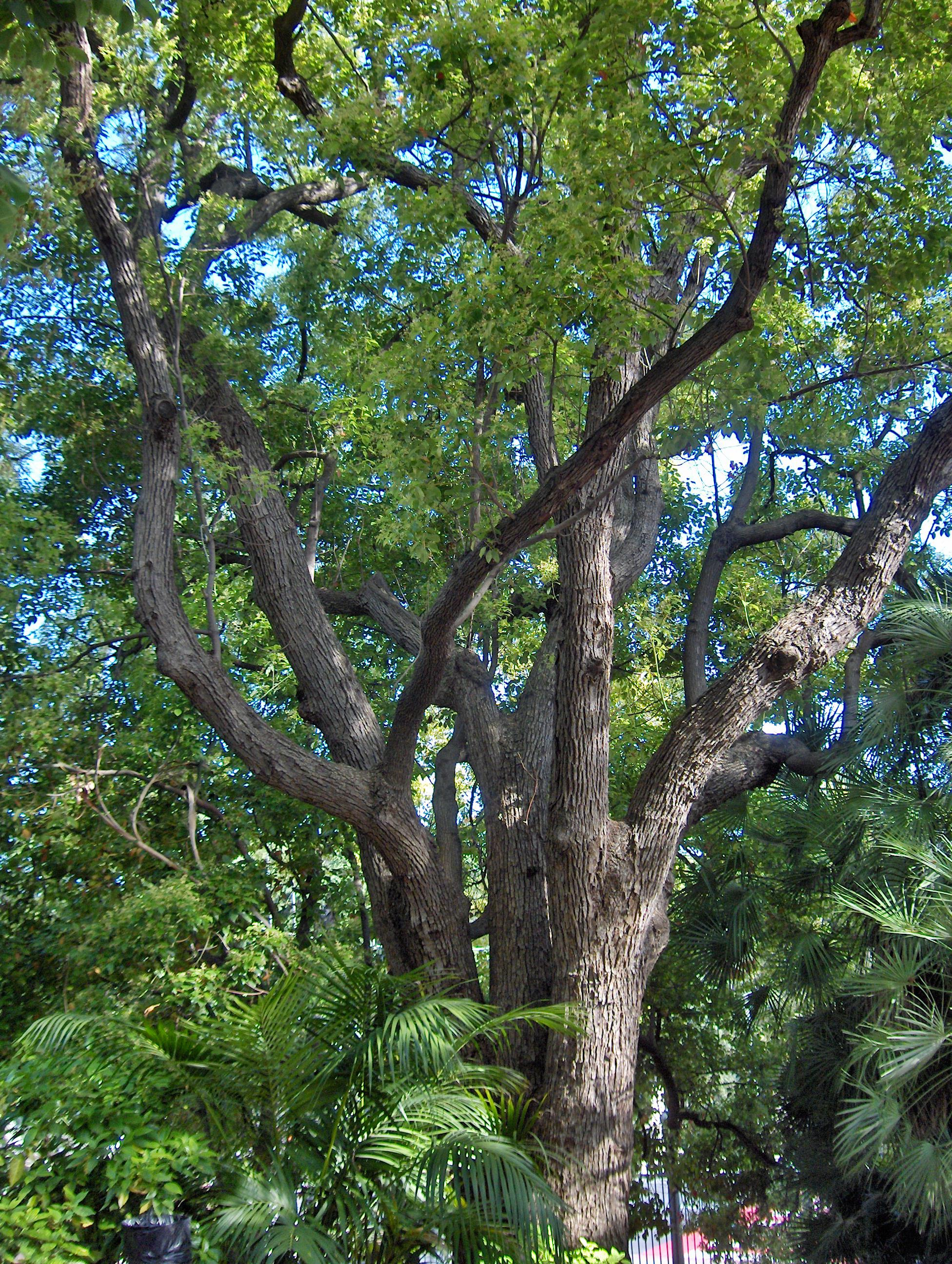
Kafrovník lékařský

Skořicovník (Cinnamomum) je rod nižších dvouděložných rostlin z čeledi vavřínovité. Jsou to aromatické stromy a keře s jednoduchými, vstřícnými nebo střídavými listy a drobnými květy s trojčetným okvětím. Plodem je peckovice podepřená číškou. Rod zahrnuje asi 250 až 350 druhů. Je rozšířen v tropické a subtropické Asii, Austrálii, Tichomoří a Střední a Jižní Americe. Nejvíc druhů roste v Asii.
Skořicovník pravý a některé další druhy jsou pěstovány jako zdroj skořice. Z kafrovníku lékařského, který rovněž náleží mezi skořicovníky, je získáván kafr. Četné druhy jsou těženy pro dřevo nebo mají význam v tradiční medicíně, některé jsou zdrojem silic či jsou pěstovány jako okrasné či stínící stromy.

## Popis
Skořicovníky jsou stálezelené stromy a keře se silně aromatickými listy, kůrou i větévkami. Některé druhy dorůstají výšky až 50 metrů. U paty kmene mohou být opěrné pilíře. Listy jsou jednoduché, téměř až zcela vstřícné nebo řidčeji střídavé, někdy nahloučené na koncích větví. Žilnatina je nejčastěji trojžilná nebo triplinervní, méně často zpeřená. Květy jsou žluté nebo bílé, malé až středně velké, většinou oboupohlavné, v úžlabních až koncových květenstvích složených z vrcholíků. Okvětí je nerozlišené, se 6 laloky a krátkou květní trubkou. Fertilních tyčinek je 9, ve 3 kruzích po třech, mimo to je na vnitřní straně přítomen jeden kruh sterilních staminodií. Semeník je tvořen jediným plodolistem a obsahuje jediné vajíčko. Čnělka je tenká, zakončená hlavatou nebo terčovitou, někdy i trojlaločnou bliznou. Plodem je dužnatá peckovice, podepřená miskovitou, kuželovitou nebo zvonkovitou číškou.

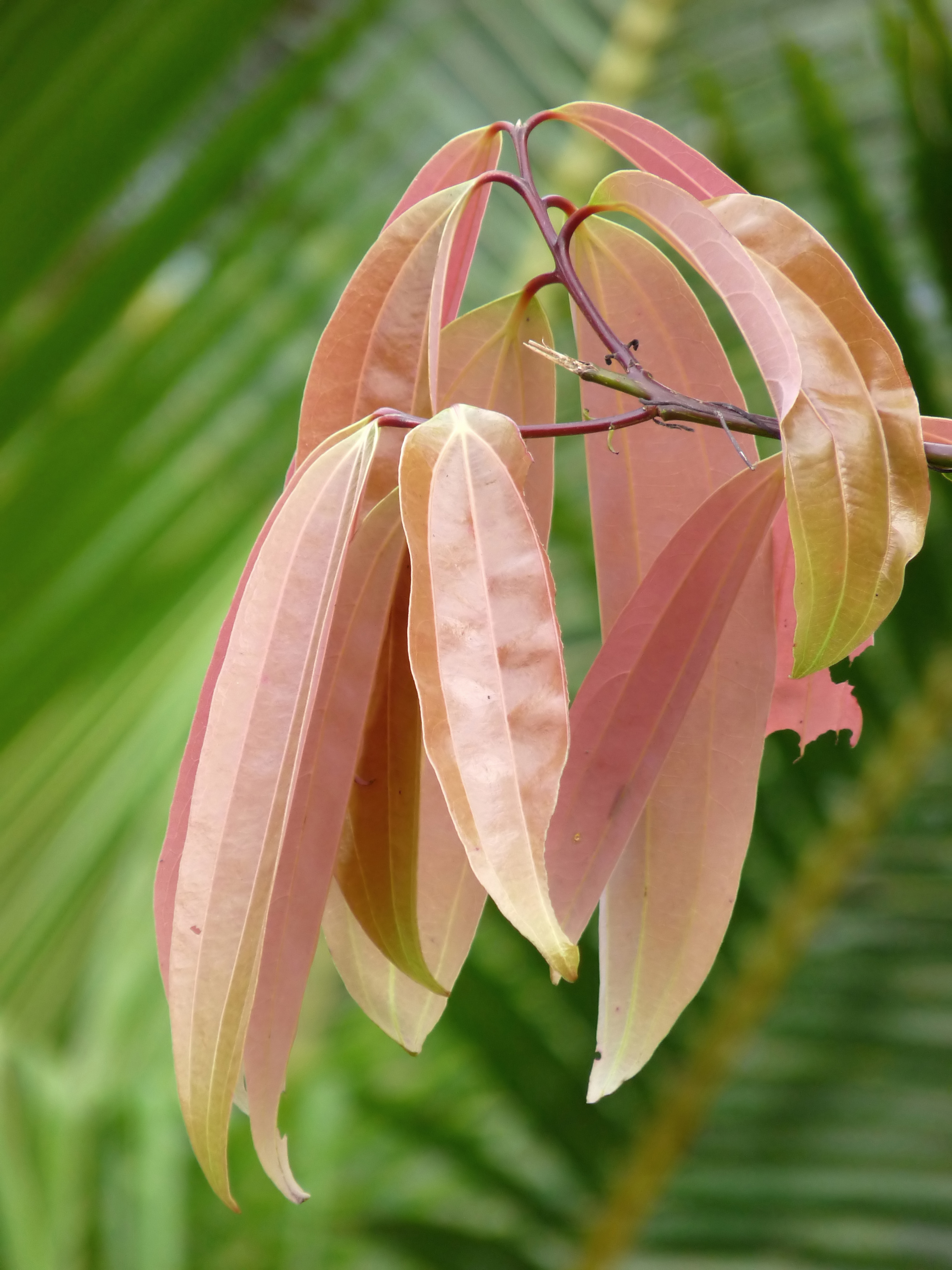
Mladé listy Cinnamomum tamala
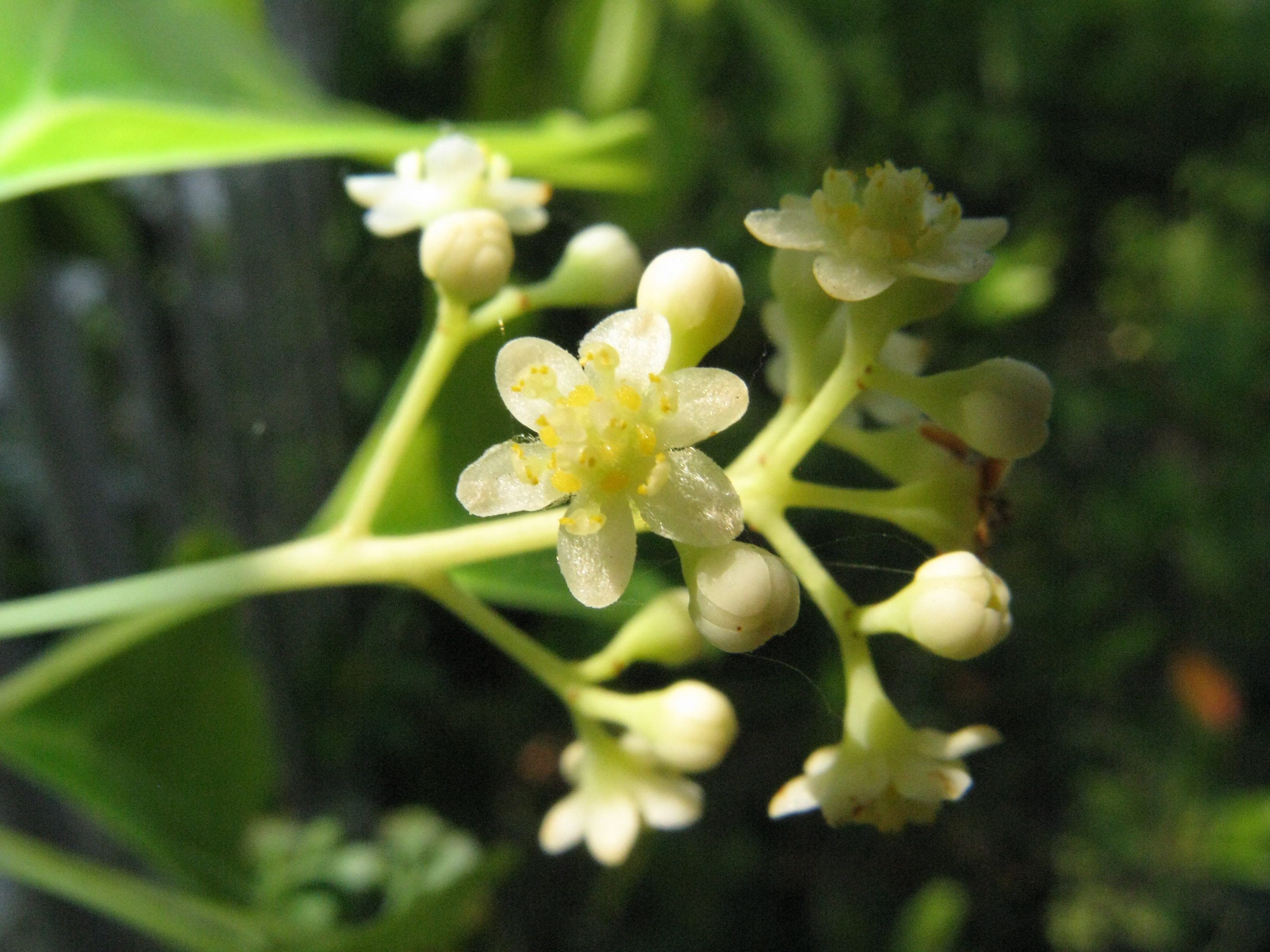
Květy kafrovníku lékařského
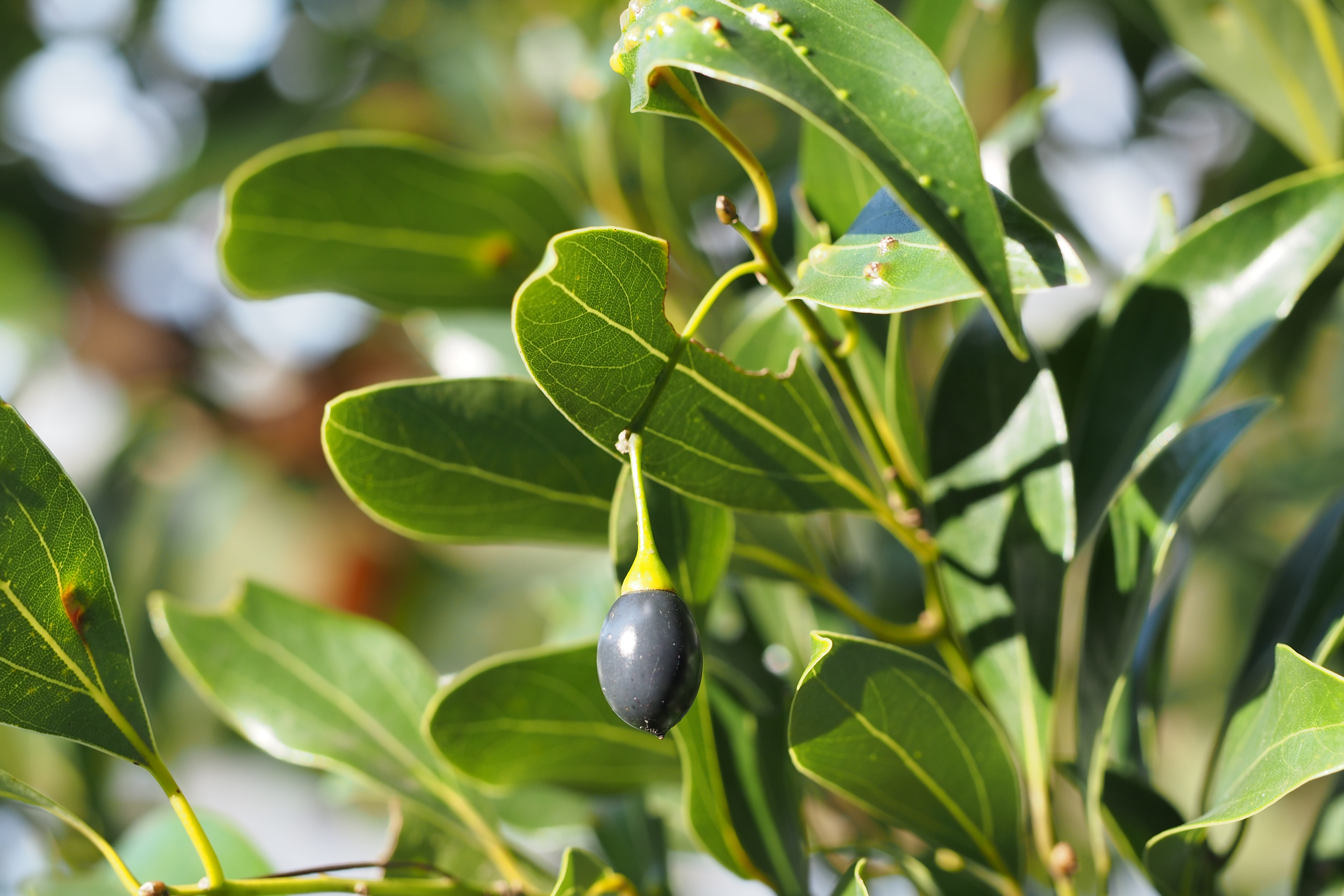
Skořicovník japonský s plody
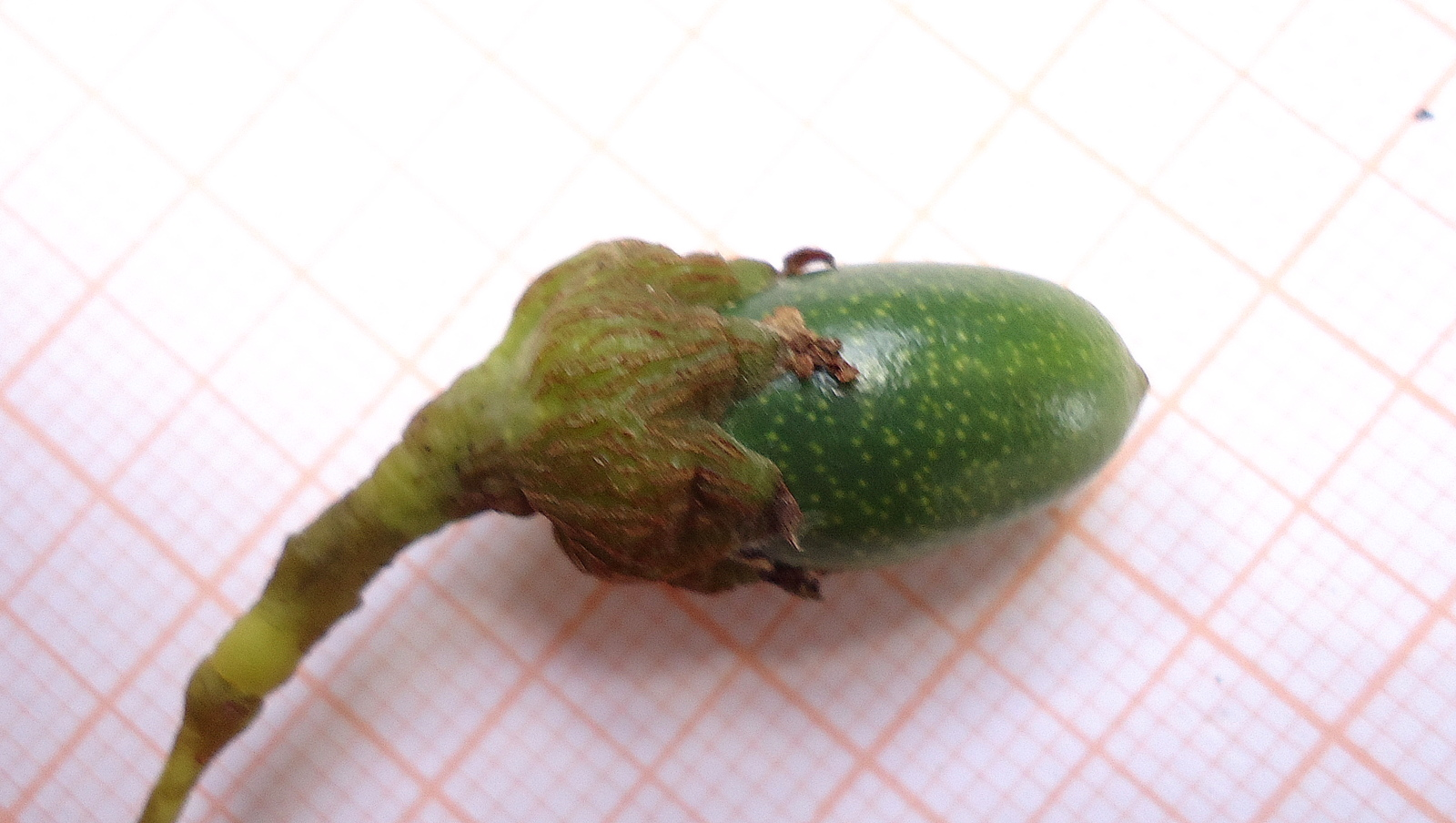
Plod Cinnamomum iners

## Rozšíření
Rod skořicovník zahrnuje (v současném taxonomickém pojetí) asi 250 až 350 druhů. Je rozšířen v tropické a subtropické Asii, v Austrálii, na tichomořských ostrovech a ve Střední a Jižní Americe. Největší počet druhů roste v Asii. Z Číny je uváděno celkem 49 druhů, z toho 30 endemických, z Bornea 33 druhů. V tropické Americe roste asi 60 druhů.

## Prehistorie
Druh † Cinnamomum lusaticum je znám z třetihorních uloženin Českého masivu, konkrétně z hnědouhelného dolu u Hrádku nad Nisou.

## Taxonomie
První druh skořicovníku popsal již Carl Linné v roce 1753, který jej ovšem zařadil do rodu Laurus pod názvem Laurus cinnamomum. Samotný rod Cinnamomum byl publikován J. Ch. Schäfferem v roce 1760.
Rod je v současném pojetí pravděpodobně parafyletický. Jeho zástupci jsou po morfologické stránce nezřídka poměrně obtížně odlišitelní od zástupců jiných příbuzných rodů.
Poslední revize rodu byla vydána v letech 1985 a 1986. Američtí zástupci rodu byli v minulosti řazeni do rodu Phoebe. Ten je v současném pojetí svým výskytem omezen na tropickou a subtropickou Asii.

## Zástupci
- kafrovník lékařský (Cinnamomum camphora), syn. skořicovník kafrovník
- skořicovník čínský (Cinnamomum cassia)
- skořicovník japonský (Cinnamomum japonicum)
- skořicovník pravý (Cinnamomum verum), syn. skořicovník cejlonský (C. zeylanicum)[9][10]

## Význam

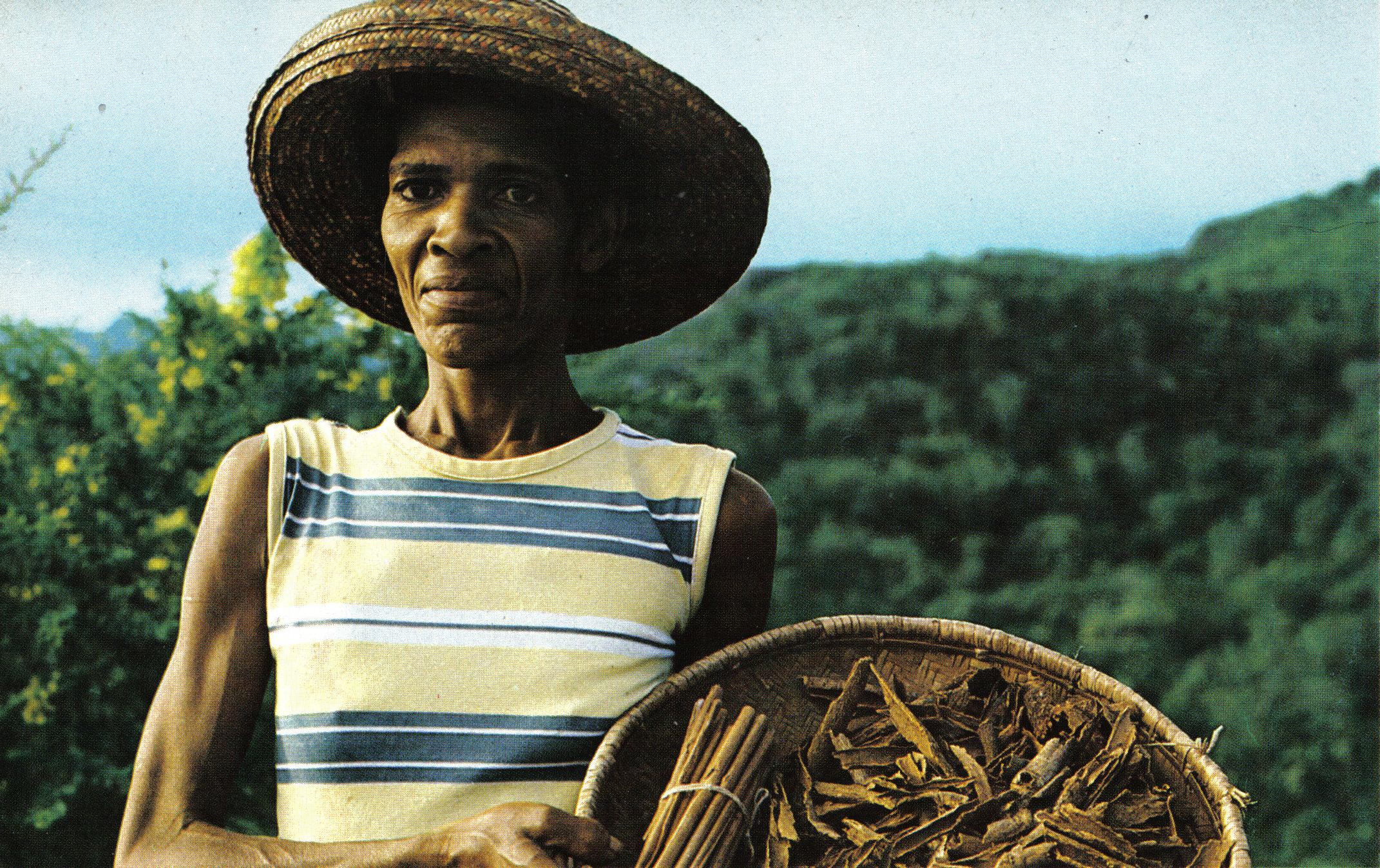
Sklizeň skořice na Seychelách

Skořicovníky jsou hospodářsky významné především jako zdroj skořice. Pravou skořici poskytuje skořicovník pravý (Cinnamomum verum), který je pěstován v mnoha tropických i subtropických zemích. Největšími producenty jsou v současnosti Srí Lanka, jižní Indie, Seychely a Madagaskar. Méně kvalitní skořice, označovaná jako kasie nebo čínská skořice, je získávána z druhu C. cassia pocházejícího z jižní Číny. Pěstuje se zejména v Číně, Vietnamu a Indonésii. Z dalších skořicovníků se pěstuje zejména vietnamský druh C. loureirii, z něhož je získávána tzv. saigonská skořice, a C. burmannii, který je zdrojem tzv. indonéské skořice, a rovněž druh C. tamala. Jako náhrada skořice se používá též kůra Cryptocarya massoia, druhu pocházejícího z Nové Guiney.
Kafrovník lékařský (Cinnamomum camphora), též známý jako skořicovník kafrovník, je pěstován na plantážích jako důležitý zdroj kafru.
Dřevo skořicovníků je v Malajsii obchodováno nejčastěji pod názvem camphorwood, případně se označuje podobně jako jiná dřeva stromů z čeledi vavřínovité jako medang. V Austrálii se těží zejména druhy Cinnamomum laubatii, C. oliveri a C. virens, v sv. Indii a Indočíně C. glaucescens, v Jižní Americe C. stenophyllum a brazilský druh C. porosum (syn. Phoebe porosa), jehož dřevo je podobné ořechovému a je obchodováno pod jménem brazilian walnut nebo také imbuia. Kmeny C. semecarpifolium jsou v Amazonii vyhledávaným materiálem na výrobu dlabaných kánoí.
Druh C. iners, pocházející z Indočíny a jihovýchodní Asie, je v tropech pěstován jako stínící a okrasná dřevina a slouží i k zalesňování. Jako okrasný strom se pěstuje i skořicovník pravý.
Skořicovník čínský i skořicovník pravý jsou využívány v lékařství. Skořice podporuje zažívání, esenciální olej působí jako antiseptikum, má fungicidní účinky a snižuje hladinu cholesterolu v krvi.
Různé druhy skořicovníků jsou poměrně široce využívány v tradiční medicíně zejména v Indii, Číně, Indočíně a jihovýchodní Asii.
Z listů, kůry i kořenů skořicovníku pravého je získáván esenciální olej, používaný v lékařství, aromaterapii, parfumerii, kosmetice a tabákovém průmyslu. V aromaterapii se používá také silice z C. lawang.

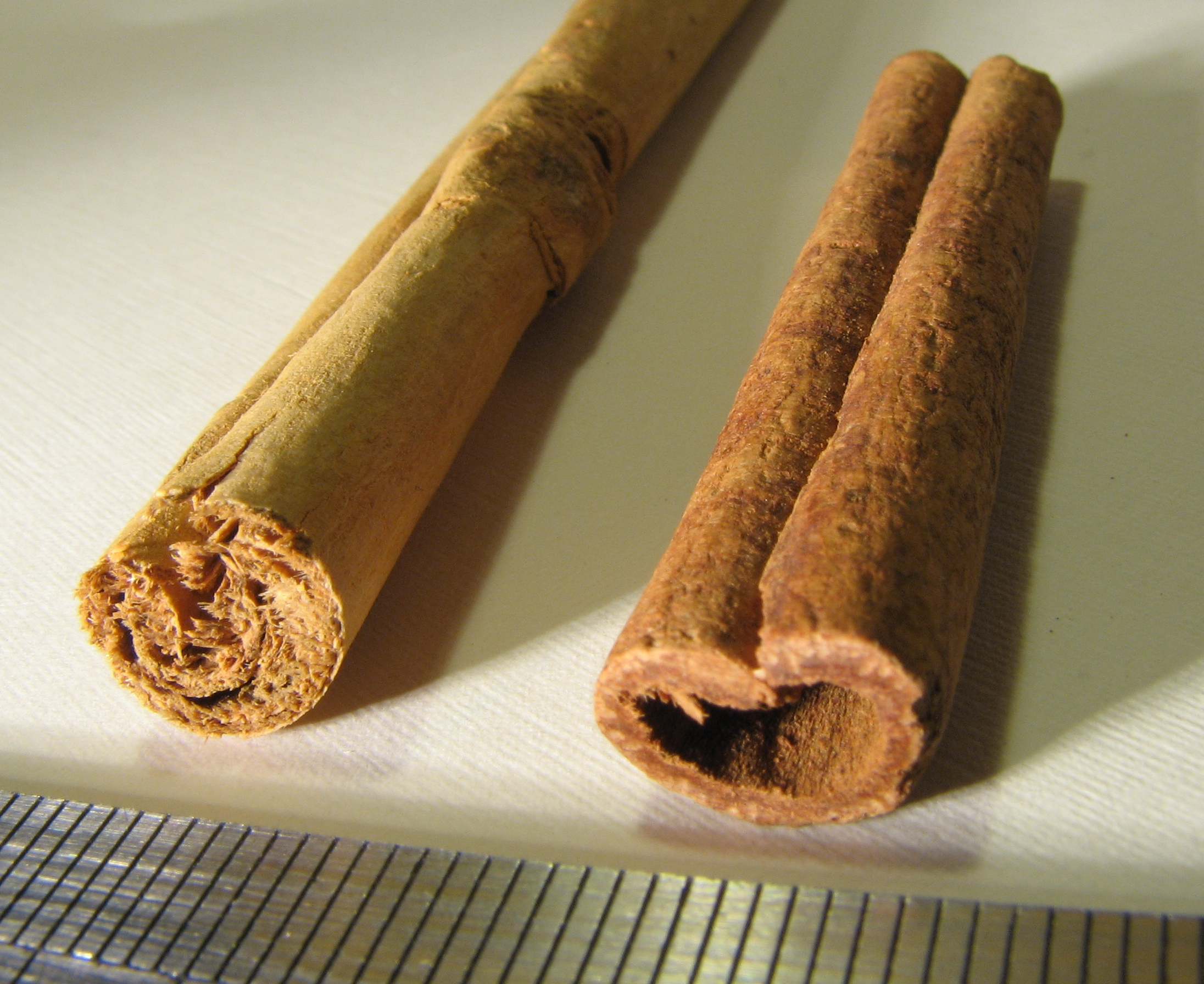
Pravá a indonéská skořice
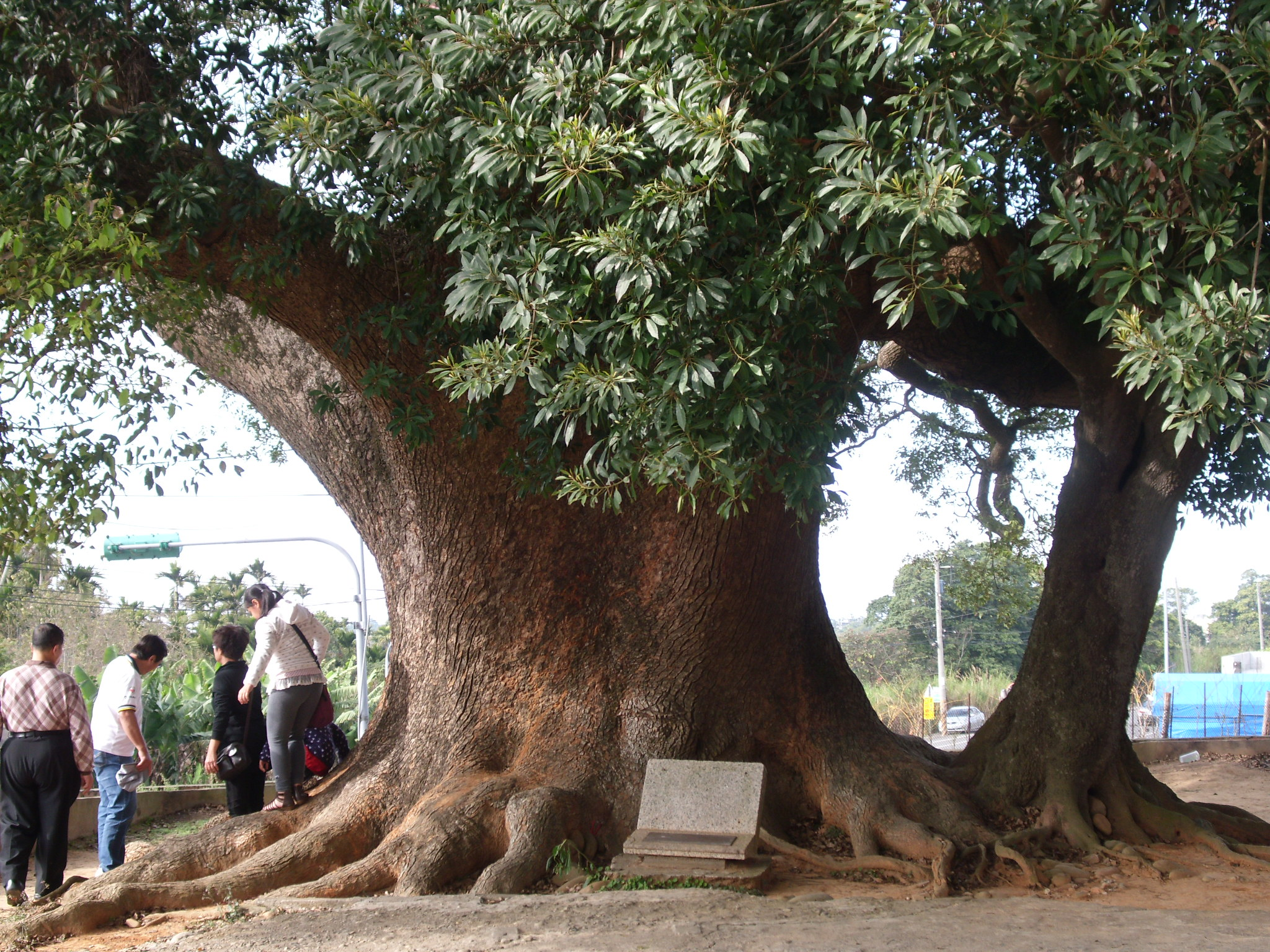
Kafrovník na Tchaj-wanu